# Hillier Moss
Hillier Moss är en sjö i Antarktis. Den ligger i Sydorkneyöarna. Argentina och Storbritannien gör anspråk på området. Hillier Moss ligger 1 meter över havet. Den ligger på ön Signy.